# Jean Jannoray
Jean Jannoray (* 1. Dezember 1909 in Louhans; † 15. Oktober 1958 bei Posen) war ein französischer Klassischer und Provinzialrömischer Archäologe.
Jean Jannoray studierte von 1930 bis 1933 an der École normale supérieure in Paris und ging anschließend zu einem mehrjährigen Forschungsaufenthalt als Mitglied der École française d’Athènes nach Griechenland. Sein Forschungsschwerpunkt waren die archäologischen Stätten in der Landschaft Phokis, insbesondere Delphi.
1942 kehrte Jannoray nach Frankreich zurück, wo er als Professor für Alte Geschichte an der Universität Montpellier III wirkte. Ab 1945 war er mit der Aufsicht über die archäologischen Grabungen in der Region betraut. Er spezialisierte sich zusehends auf provinzialrömische und keltische Archäologie und machte sich insbesondere um die Erforschung des Oppidums von Ensérune verdient. 1958 wechselte Jannoray als Nachfolger von Jean Bérard als Professor für Alte Geschichte an die Sorbonne in Paris.
Auf dem Weg zu einer Konferenz in Polen erlitt Jannoray am 15. Oktober 1958 einen Autounfall. Er starb in der Nacht darauf an den Unfallfolgen im Krankenhaus in Posen.

## Schriften (Auswahl)
- Fouilles de Delphes II. Topographie et architecture. Le gymnase. Paris 1953
- Ensérune. Contribution à l’étude des préromaines de la Gaule méridionale. Zwei Bände, Paris 1955
- mit Leopold Dor, Henri van Effenterre, Micheline van Effenterre: Kirrha: Étude de préhistoire phocidienne. Paris 1960 (online)